# سئول نانوشته ما
سئول نانوشتهٔ ما (انگلیسی: Our Unwritten Seoul؛‏ کره‌ای: 미지의 서울) مجموعه تلویزیونی محصول کره جنوبی سال ۲۰۲۵ با بازی پارک بو یونگ، پارک جین یونگ و ریو کیونگ سو است. این مجموعه از ۲۴ مه ۲۰۲۵، روزهای شنبه و یکشنبه ساعت ۲۱:۲۰ (کی‌اس‌تی) از تی‌وی‌ان پخش شد. سئول نانوشتهٔ ما همچنین برای استریم در نتفلیکس در مناطق منتخب قابل دسترسی خواهد بود.

## بازیگران

### اصلی
- پارک بو یونگ در نقش یو می جی / یو می ره[۱]
  - لی جه این در نقش جوانی یو می جی / یو می ره[۵]
- پارک جین یونگ در نقش لی هو سو[۱]
  - پارک یون هو در نقش جوانی لی هو سو
- ریو کیونگ سو در نقش هان سه جین[۶]

### مکمل
- ایم چول سو در نقش لی چونگ گو[۷]
- کیم سون یونگ در نقش یوم بون هونگ[۸]
- جانگ یونگ نام در نقش هیون اوک هی

## تولید

### توسعه
کارگردان پارک شین وو، که کارگردانی آثار حسادت آشکار (۲۰۱۶)، مشکلی نیست که خوب نباشی (۲۰۲۰) و دلباخته در شهر (۲۰۲۰–۲۰۲۱) را بر عهده داشته است، کارگردان این مجموعه است و نویسنده لی کانگ که پیش از این نویسندگی جوانان ماه مه (۲۰۲۱) را انجام داده بود، نویسندگی این مجموعه را بر عهده دارد. این مجموعه توسط استودیو دراگون برنامه‌ریزی شده و توسط مانستر یونین و های‌گراوند تولید شده است.

### انتخاب بازیگران
در ۲۵ ژوئیه ۲۰۲۴، گزارش شد که پارک بو یونگ پیشنهادی برای بازی در این مجموعه دریافت کرده و به‌طور مثبت در حال بررسی آن است. در همان روز، گزارش شد که پارک در این مجموعه حضور پیدا می‌کند. در ۲۶ سپتامبر، بی‌اچ انترتینمنت اعلام کرده که پارک جین یونگ پیشنهادی برای بازی دریافت کرده که به‌طور مثبت در حال بررسی است. به گفتهٔ نیوز وان در ۸ اکتبر، ریو کیونگ سو در این مجموعه ایفای نقش می‌کند. در ۳ دسامبر، جوی نیوز ۲۴ گزارش کرد که حضور پارک بو یونگ و پارک جین یونگ د این مجموعه تأیید شده است.

### فیلم‌برداری
تصویربرداری اصلی در پایان سال ۲۰۲۴ آغاز شد.

## انتشار
سئول نانوشتهٔ ما از ۲۵ مه ۲۰۲۵ از تی‌وی‌ان پخش شد.